# Камалов, Хаджимурад Магомедович
Хаджимура́д Магоме́дович Кама́лов (11 февраля 1965, с. Согратль, Гунибский район, ДАССР, СССР — 15 декабря 2011, Махачкала, РД, РФ) — российский журналист, учредитель общественно-политической газеты «Черновик».

## Биография
Хаджимурад Камалов родился 11 февраля 1965 года в селении Согратль. Аварец по национальности. В 1980 году окончил Согратлинскую среднюю школу с золотой медалью. Учился на факультете гидромелиорации Дагестанского политехнического института, был Ленинским стипендиатом. Окончил его с красным дипломом. Затем окончил очную аспирантуру Ленинградского технического университета. Женат. Отец двоих детей.
С 2005 по 2006 год работал главным редактором газеты «Черновик».
В сентябре 2009 года в Махачкале неизвестными были распространены листовки с угрозами в адрес дагестанских журналистов, адвокатов, общественных деятелей и др. В них анонимные авторы назвали 16 фамилий, в числе которых был и Хаджимурад Камалов.
Через два года, 15 декабря 2011 года, на Хаджимурада Камалова в Махачкале было совершено покушение. Раненый из огнестрельного оружия журналист скончался по дороге в больницу. Участниками траурной процессии, проходившей на следующий день в Махачкале, стали более тысячи человек.
В декабре 2012 года Хаджимурад Камалов посмертно стал лауреатом премии имени Андрея Сахарова «За журналистику как поступок».
Именем Хаджимурада Камалова названа журналистская премия и фонд.